# MG F-Type
La F-Type è un'autovettura prodotta dalla Morris Garages dal 1931 al 1932. È anche conosciuta come 12/70.

## Storia
Il modello nacque per colmare il gap esistente tra la M-Type Midget e la 18/80. Sulla F-Type venne installato un motore di fabbricazione Wolseley, e ciò fu possibile a seguito dell'acquisizione di quest'ultima da parte della Morris. Questo propulsore era un in linea a sei cilindri da 1.271 cm³ di cilindrata che aveva una distribuzione monoalbero. Quest'ultima era già stata utilizzata sulla M-Type e sulla Wolseley Hornet. Questo motore era dotato di carburatori doppio corpo SU ed erogava 37,2 CV di potenza a 4.100 giri al minuto. In seguito la potenza venne incrementata a 47 CV grazie alla revisione della fasatura.
La trazione era posteriore, ed il moto era trasmesso alle ruote posteriori grazie ad un cambio a quattro rapporti non sincronizzati. Il telaio era più lungo di quello della MG D-Type. Le sospensioni erano a balestra semiellittica ed erano installati, sia nel retrotreno che nell'avantreno, degli assali rigidi.
Erano installate ruote a raggi. Il modello possedeva un passo di 2.388 mm ed una carreggiata di 1.067 mm. Il radiatore era inclinato. La F-Type raggiungeva una velocità massima di 110 km/h. 188 esemplari vennero forniti con telaio nudo per essere carrozzati da Abbey, Jarvis, Stiles e Windover.
La F-Type è stata prodotta in tre serie. Le loro sigle identificative furono "F", "F2" e "F3".

## La prima serie, la "F"
La prima serie, denominata "F", venne prodotta dal 1931 al 1932. È stata disponibile con due tipi di carrozzeria, roadster e coupé, che avevano un prezzo, rispettivamente, di 250 e 289 sterline. Possedeva dei freni a tamburo inadeguati, che vennero potenziati nella serie successiva.

## La seconda serie, la "F2"
Introdotta nel 1932, la "F2" era disponibile solo in versione coupé. Il corpo vettura derivava da quello della J-Type Midget. I freni, rispetto a quelli della serie precedente, furono potenziati.

## La terza serie, la "F3"
La "F3", introdotta anch'essa nel 1932, possedeva gli stessi freni della F2, ma era anche offerta in versione roadster. L'impianto di raffreddamento venne migliorato.